# Coco Lee
Coco Lee (nacida Ferren Lee-Kelly; Hong Kong, 17 de enero de 1975-Hong Kong, 5 de julio de 2023) fue una cantante hongkonesa-estadounidense.

## Biografía
Fue hija de madre cantonesa de Hong Kong y padre indonesio-chino. Tenía dos hermanos mayores que también son cantantes. Fue educada en San Francisco (Estados Unidos).
Además de hablar el mandarín y el cantonés, dominaba perfectamente el inglés y hablaba un poco de francés.

## Carrera
Después de que Lee se graduó de la escuela secundaria en 1992, regresó a Hong Kong para ver a sus hermanas participar en el concurso Miss Hong Kong. Mientras estuvo allí, participó en la 12.ª edición de los Premios Anuales de Canto para Nuevos Talentos y fue la primera finalista, cantando Run to You de Whitney Houston. 
Al día siguiente, Capital Artists le ofreció un contrato discográfico. Hizo su debut apareciendo en varios álbumes recopilatorios, como Red Hot Hits '93 Autumn Edition (火熱動感93勁秋版). En 1994, trabajando con Fancy Pie Records, lanzó sus primeros álbumes en solitario en mandarín, Love from Now On (愛就要趁現在) y Prométemelo (答應我). En 1995, lanzó un álbum de versiones en inglés, Brave Enough to Love, así como su tercer álbum en mandarín, Woman in Love (被愛的女人). En 1996, Lee firmó un contrato con Sony Music Entertainment y su siguiente álbum, Coco Lee, se convirtió en el álbum más vendido de 1996 en Asia.
Desde sus inicios en 1994, Coco grabó una veintena de álbumes, gran parte de ellos en mandarín o cantonés, y algunos otros en inglés.
Su música posee un éxito considerable en Asia. En particular fue exitoso el álbum Di da di (1998), que vendió un millón de ejemplares en menos de tres semanas.[cita requerida] Los principios de Coco en Estados Unidos comenzaron en 2000 con la publicación mundial del álbum titulado Just no other way, bajo la etiqueta de Sony music. Para este álbum, Coco construyó una síntesis del R&B y la música pop de Taiwán. Cantó también el tema principal de El tigre y el dragón en los Óscar del 2001, que fue una de sus mejores experiencias en su carrera. En 2005, sacó su segundo álbum internacional: Exposed, que resultó ser un éxito.[cita requerida]
En 2008 lanzó un álbum recopilatorio denominado 1994–2008 Best Compilation, el cual incluye sus mayores éxitos desde 1994. Más tarde, ese mismo, año lanzó dos sencillos: I Have A Dream y I Love Movies, que serán parte (junto con BYOB - Bring Your Own Bag) del nuevo álbum del 2009: East to West, el cual marcó el regreso oficial de Coco a los escenarios.

## Fallecimiento
Coco Lee padecía depresión e intentó suicidarse el 2 de julio de 2023, tras lo cual fue trasladada a un hospital. Su familia confirmó que Lee falleció el 5 de julio de 2023.

## Filmografía

### Programas de variedades
| Año              | Programa   | Notas                  |
| ---------------- | ---------- | ---------------------- |
| 2009, 2015, 2016 | Happy Camp | 3 episodios - invitada |